# Дейві Арно
Дейві Арно (англ. Davy Arnaud; нар. 22 червня 1980) — американський футболіст, півзахисник, який виступав за збірну США з футболу. По завершенні ігрової кар'єри — футбольний тренер.

## Кар'єра
У студентські роки Арно два роки грав за університетську команду West Texas A&M University.

### Професійна кар'єра
Арно почав професійну кар'єру після того, як у 2002 році на СуперДрафті MLS був обраний клубом «Спортінг Канзас-Сіті». У перший час Арно мало виходив на поле. Провів всього лише 43 хвилини сумарно по трьом першим матчам за клуб. Наступний рік був для Арно більш вдалим. Він зіграв 18 матчів і забив три голи. У 2004 році після травм Прекі та Ігоря Сімутенкова, Арно випала можливість грати в стартовому складі в нападі поруч з Джошом Вольффом. Гравець досяг хороших показників і міцно закріпився в основному складі. У найближчі роки Арно також продовжував залишатися одним з провідних гравців клубу. У 2010 році, перед початком сезону, тренер Пітер Вермес призначив Арно капітаном команди.
28 листопада 2011 року Арно перейшов в канадський клуб «Монреаль Імпакт», де його, знову ж таки, призначили капітаном команди. Свій перший гол за монреальський клуб забив 17 березня 2012 року в матчі проти клубу «Чикаго Файр».
10 грудня 2013 року перейшов в «Ді Сі Юнайтед», за який провів два сезони.

### Тренерська кар'єра
3 березня 2016 року Арно офіційно оголосив про завершення кар'єри і був включений в тренерський штаб «Ді Сі Юнайтед». З 2017 року почав працювати у тренерському штабі «Х'юстон Динамо».

### Міжнародна кар'єра
У збірній США Арно дебютував 9 вересня 2007 року, виходячи на заміну в товариському матчі проти Бразилії. Свій перший гол за збірну США Арно забив 11 липня 2009 року на шостій хвилині матчу проти Гаїті, який проходив в рамках Золотого кубка КОНКАКАФ 2009 в Фоксборо на «Жиллетт Арені».

## Досягнення

### Спортинг Канзас-Сіті
- Відкритий кубок США (1): 2004
- Західна Конференція MLS (1): 2004

### Монреаль Імпакт
- Чемпіон Канади (1): 2013

### США
- Срібний призер Золотого кубка КОНКАКАФ: 2009